# Zettweil
Zettweil ist ein Ortsteil der Ortschaft Kayna der Stadt Zeitz im Burgenlandkreis in Sachsen-Anhalt an der Grenze zu Thüringen.

## Geografie
Zettweil liegt zirka neun Kilometer südöstlich der Stadt Zeitz und einen Kilometer von der Grenze zu Thüringen entfernt. Das Dorf wird vom Zettweiler Graben durchzogen und liegt ziemlich genau auf dem 51. Breitengrad. Der Untergrund besteht aus pleistozänen Ablagerungen, unter einer zwei bis sieben Meter mächtigen Lehmschicht ist eine Kiesschicht von bis zu 20 Metern Stärke zu finden. Unterhalb der Kiesschicht befinden sich Lagen aus sehr hartem Sandstein. In einer Tiefe von ungefähr fünf Metern ist ein Kohleflöz zu finden, der am Rande des Dorfes verläuft.

## Geschichte
Zettweil wurde erstmals 1286 urkundlich erwähnt, die kleine romanische Kirche wurde jedoch schon um 1200 errichtet. Der Ortsname stammt wohl vom altsorbischen Personennamen Cětobył ab, ähnlich wie Cětorad bei Zetteritz. Im Jahr 1605 zählte das kleine Dorf schon 25 Gehöfte und Häuser, dessen Bewohner alle der Landwirtschaft nachgingen. Neben der Kirche befand sich ein Friedhof, welcher im Jahr 1661 an den westlichen Rand des Dorfes verlegt wurde. Eine Feuersbrunst wütete 1743 im Dorf und zerstörte vier Gehöfte. 1755 wurde an der Kirche, die mitten im Dorf erbaut wurde, eine Hauptreparatur durchgeführt, dabei wurde jedoch der Kirchturm nicht wieder errichtet. Am Pfingstfest des darauf folgenden Jahres wurde die Kirche eingeweiht. Von 1817 bis 1868 wurde in Zettweil nachweislich ein Nachtwächterdienst erbracht, um die Bewohner vor Feuern und Dieben zu warnen und zu schützen. 
Zettweil gehörte zur Grundherrschaft des Ritterguts Kayna. Der Ort lag bis 1815 im Amt Zeitz, das als Teil des Hochstifts Naumburg-Zeitz seit 1561 unter kursächsischer Hoheit stand und zwischen 1656/57 und 1718 zum Sekundogenitur-Fürstentum Sachsen-Zeitz gehörte.
Durch die Beschlüsse des Wiener Kongresses kam Zettweil im Jahr 1815 zu Preußen. Der Ort wurde 1816 dem Kreis Zeitz im Regierungsbezirk Merseburg der Provinz Sachsen zugeteilt.
1818 wurde die alte Feuerspritze an die Gemeinde Roda verkauft und eine neue Spritze angeschafft, welche gemeinsam mit den Gemeinden Naundorf, Wernsdorf und Tanna erworben wurde. Diese wurde in der Kirche untergebracht. Die ganze Flur hatte eine Größe von fast 267 Magdeburger Morgen. Im Jahr 1833 hatte Zettweil 270 Einwohner, die 43 Häuser bewohnten. 23 Jahre später wurde eine Schule gebaut, in der im Jahr 1877 81 Kinder von nur einem Lehrer unterrichtet wurden. Das Dorf zählte nun 324 Einwohner. Zehn Jahre nach der Beendigung des Nachtwächterdienstes wurde Zettweil im Jahr 1878 erneut vom Feuer heimgesucht. Im Jahre 1900 schaffte sich die Gemeinde eine pferdegezogene Handspritze an. Von 1905 bis 1923 wurde die Landesstraße gebaut, sie führte von Roda über Kayna und Zettweil zur Nißmaer Höhe. Am 15. April 1923 folgte die Einweihung eines Kriegerdenkmals zum Gedenken an die 14 im Ersten Weltkrieg gefallenen Zettweiler.
Im Jahr 1931 zählte der Ort 375 Einwohner. Es begann der Ausbau der Wasserversorgung. Am 4. März 1934 wurde eine organisierte Feuerwehr gegründet, an der sich acht Bürger beteiligten.
Während des Zweiten Weltkriegs wurde Zettweil stark in Mitleidenschaft gezogen und hatte 40 Gefallene und Vermisste zu beklagen. Am 29. Juni 1944 stürzte ein amerikanischer Bomber in ein Wohnhaus und zerstörte es komplett, dabei starben vier Menschen. Ab dem 15. April 1945 war Zettweil durch amerikanische Truppen besetzt, am 1. Juli übernahmen sowjetische Truppen die Besetzung. So wurde Zettweil Teil der SBZ, ab 1949 der DDR.
Am 1. Juli 1950 folgte eine territoriale Neugliederung, Zettweil wurde zum Ortsteil der Gemeinde Kayna erklärt. In der Kreisreform 1952 wurde Zettweil dem Kreis Zeitz im Bezirk Halle zugeordnet. Die Heimatschule wurde 1954 geschlossen, 1962 folgte die Errichtung eines neuen Kindergartens.
Der letzte Gottesdienst in der baufälligen Kirche wurde 1967 abgehalten, zwei Jahre später musste der Dachstuhl wegen Einsturzgefahr abgenommen werden. Die Kirchenglocke, der 1000 Jahre alte romanische Taufstein und die vier Heiligenfiguren sind erhalten geblieben und befinden sich im Quergang der Kirche in Kayna.
1986 wurde eine Gemeinschaftsantennenanlage zum Fernsehempfang gebaut. Im April desselben Jahres wurde das Kriegerdenkmal auf den Anger umgesetzt und restauriert. Weiterhin wurden an den Seiten zwei Bronzetafeln angebracht, auf denen namentlich an die Opfer des Zweiten Weltkriegs erinnert wird.
Nach der Wende begann die Deutsche Bundespost im Jahr 1994 mit der Verlegung der Kabel für das Telefonnetz. Zuvor hatte sich Kayna mit Zettweil dem wiedergegründeten Bundesland Sachsen-Anhalt angeschlossen. 1997 folgte die Anlage eines Dorfteiches und die Befestigung der Gehwege, außerdem wurde ein Jahr später die ehemalige Verkaufsstelle in ein Feuerwehrhaus umgebaut. 1999 bekam die Freiwillige Feuerwehr das Kleinlöschfahrzeug B 1000, zudem wurde das alte Feuerwehrhaus abgerissen.
Im Jahr 2000 belegte Zettweil im Burgenlandkreis den dritten Platz bei dem bundesweiten Wettbewerb „Unser Dorf soll schöner werden – unser Dorf hat Zukunft“.
Am 10. Juni 2005 wurden die Austauscharbeiten der Glasfaserkabel gegen Kupferkabel durch die Deutsche Telekom abgeschlossen. Im selben Jahr begannen Sanierungsarbeiten an der Kirchenruine, die Bruchsteinmauern wurden verfugt und Steine teilweise ersetzt. Zwei Jahre später wurde der Betrieb der Antennenanlage durch einen Blitzschlag beendet. Aus ökonomischen Gründen war es der Antennengesellschaft nicht möglich, den Betrieb wieder aufzunehmen, die Anlage wurde demontiert.
Am 1. Juli 2009 wurde Zettweil durch Eingemeindung der Gemeinde Kayna zum Ortsteil von Zeitz.
Am 6. August 2013 gegen 16:00 Uhr prasselten in Zettweil Hagelkörner von fünf Zentimeter Größe vom Himmel.
Unweit des Dorfes wurde am 28. September 2013 ein Gedenkstein eingeweiht. Dieser erinnert an ein Reitergefecht nahe der Kliebe, welches im Vorfeld der Völkerschlacht stattfand. Der Stein soll an die Gefallenen erinnern und als Mahnmal für den Frieden dienen.

### Einwohnerentwicklung
Stand 31. Dezember jeden Jahres:
| 1833 | 1877 | 1895 | 1931 | 1938 | 1947 | 1986 | 2009 | 2010 | 2011 | 2012 | 2013 | 2014 | 2015 | 2016 | 2017 |
| 270  | 324  | 327  | 375  | 342  | 444  | 240  | 163  | 157  | 151  | 143  | 136  | 139  | 138  | 133  | 135  |

## Wirtschaft und Infrastruktur
Zettweil liegt circa 20 Kilometer nördlich der Bundesautobahn 4 bei Gera sowie 35 Kilometer westlich von Zwickau in Sachsen. Des Weiteren liegt das Dorf an der Landesstraße 194 und nahe der Bundesstraße 180.
In der Nähe Zettweils befinden sich große Kiesvorkommen, diese werden durch örtliche Unternehmen, u. a. den "Starkenberger Quarzsandwerken", abgebaut. An der Nordseite des Dorfes befindet sich eine kleine Biogasanlage. Inmitten des Dorfes ist eine Kraftfahrzeugwerkstatt ansässig, hier befindet sich auch das Feuerwehrhaus. Des Weiteren befinden sich im Westen der Ortschaft Stallanlagen.

## Sehenswürdigkeiten
- Ruine der kleinen romanischen Zettweiler Dorfkirche
- Kriegerdenkmal im Zentrum des Dorfes, zum Gedenken an die Opfer des Ersten Weltkrieges und des Zweiten Weltkrieges
- Zahlreiche Fachwerkhäuser unter Denkmalschutz: Zettweiler Dorfstraße Nr. 3, 7, 19, 25; Zettweiler Mittelstraße Nr. 1 bis 10; Eichberg Nr. 1 und 2
- Eine circa 370 Jahre alte Eiche, die zur Zeit des Dreißigjährigen Krieges gepflanzt wurde, neben der Kirchenruine
- Gedenkstein an Gefallene der Völkerschlacht

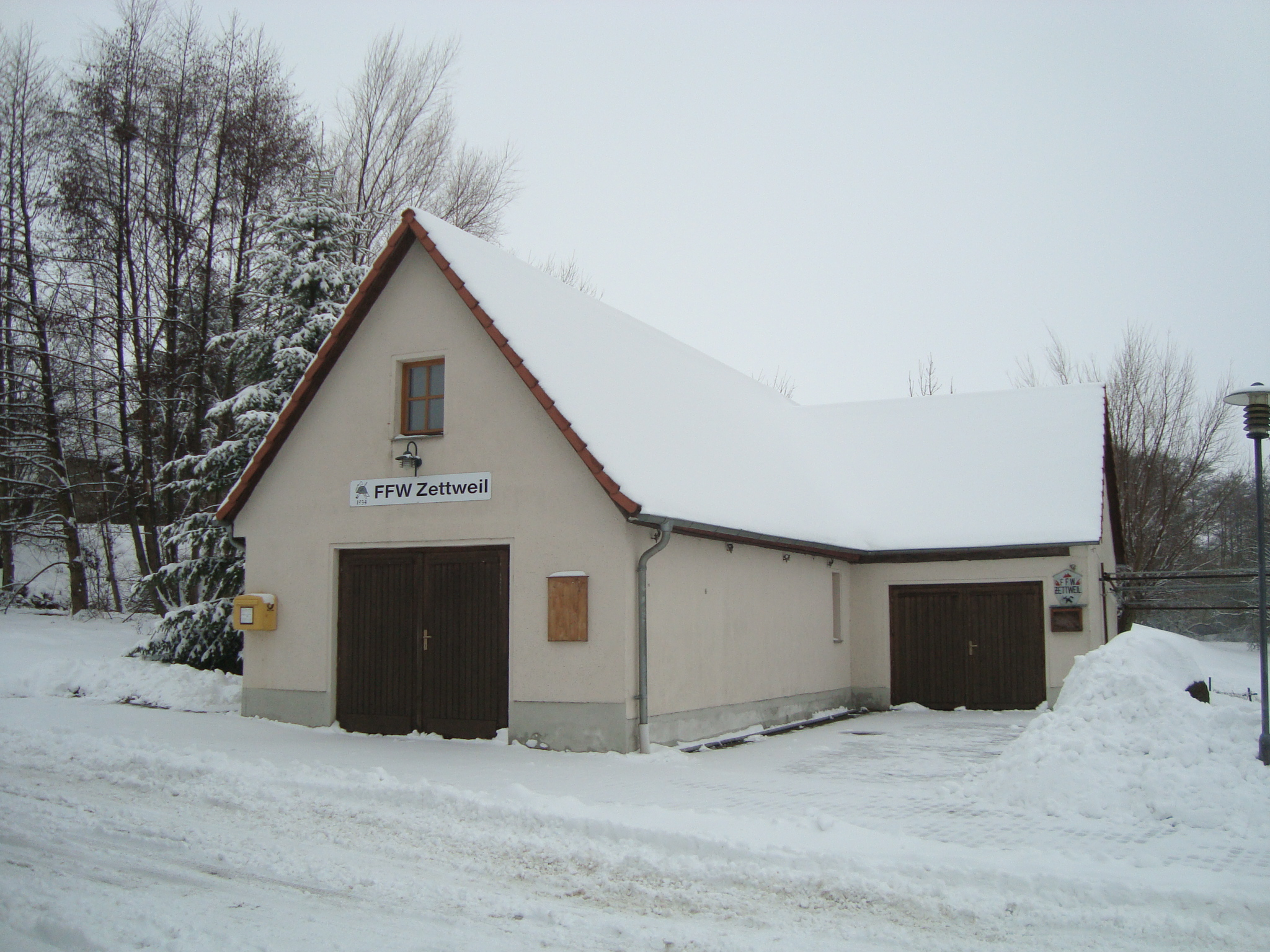
Feuerwehrhaus der Freiwilligen Feuerwehr Zettweil im Zentrum des Dorfes
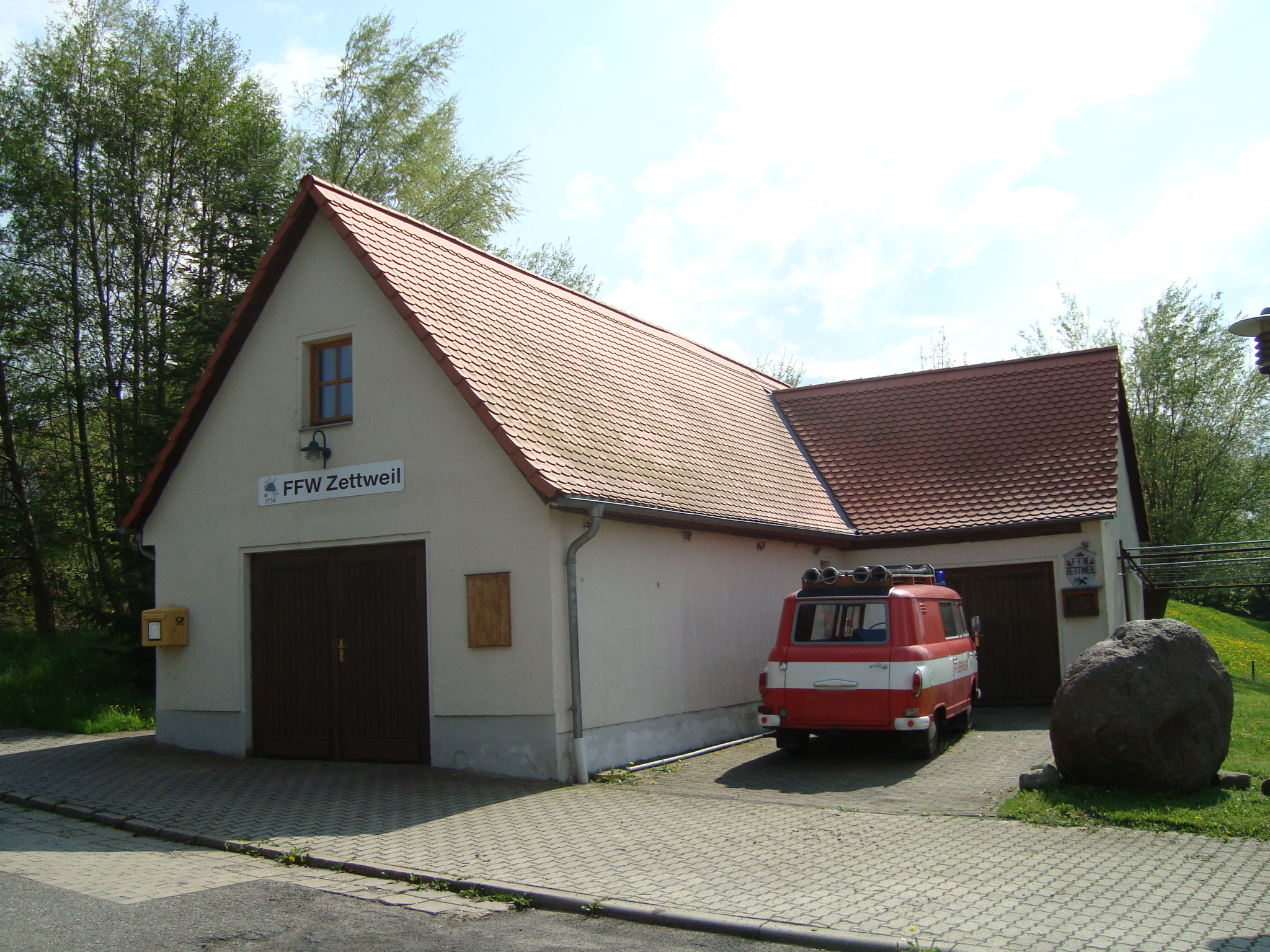
Feuerwehrhaus der Freiwilligen Feuerwehr Zettweil
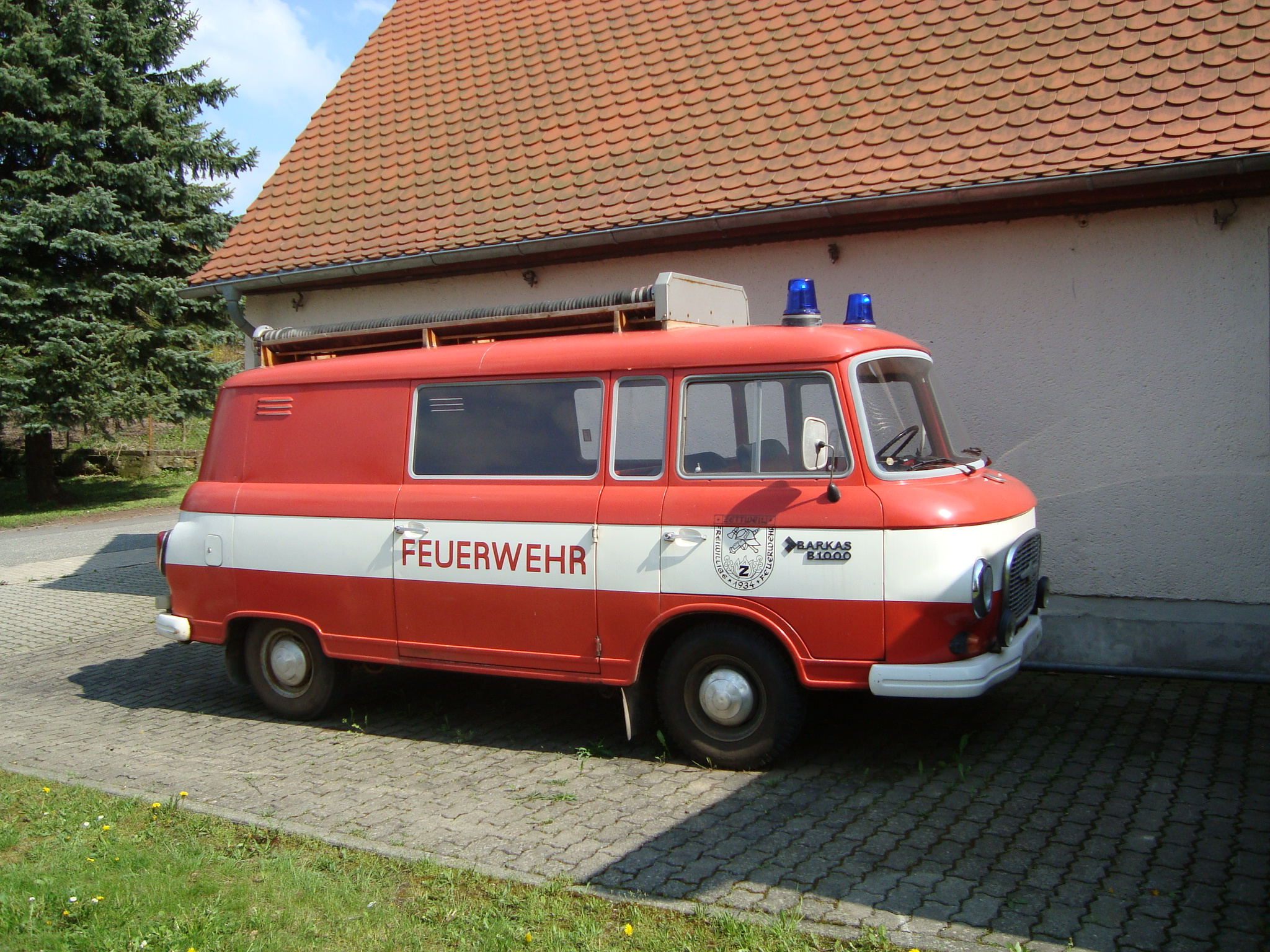
Altes Feuerwehrfahrzeug Barkas B 1000 der Freiwilligen Feuerwehr Zettweil
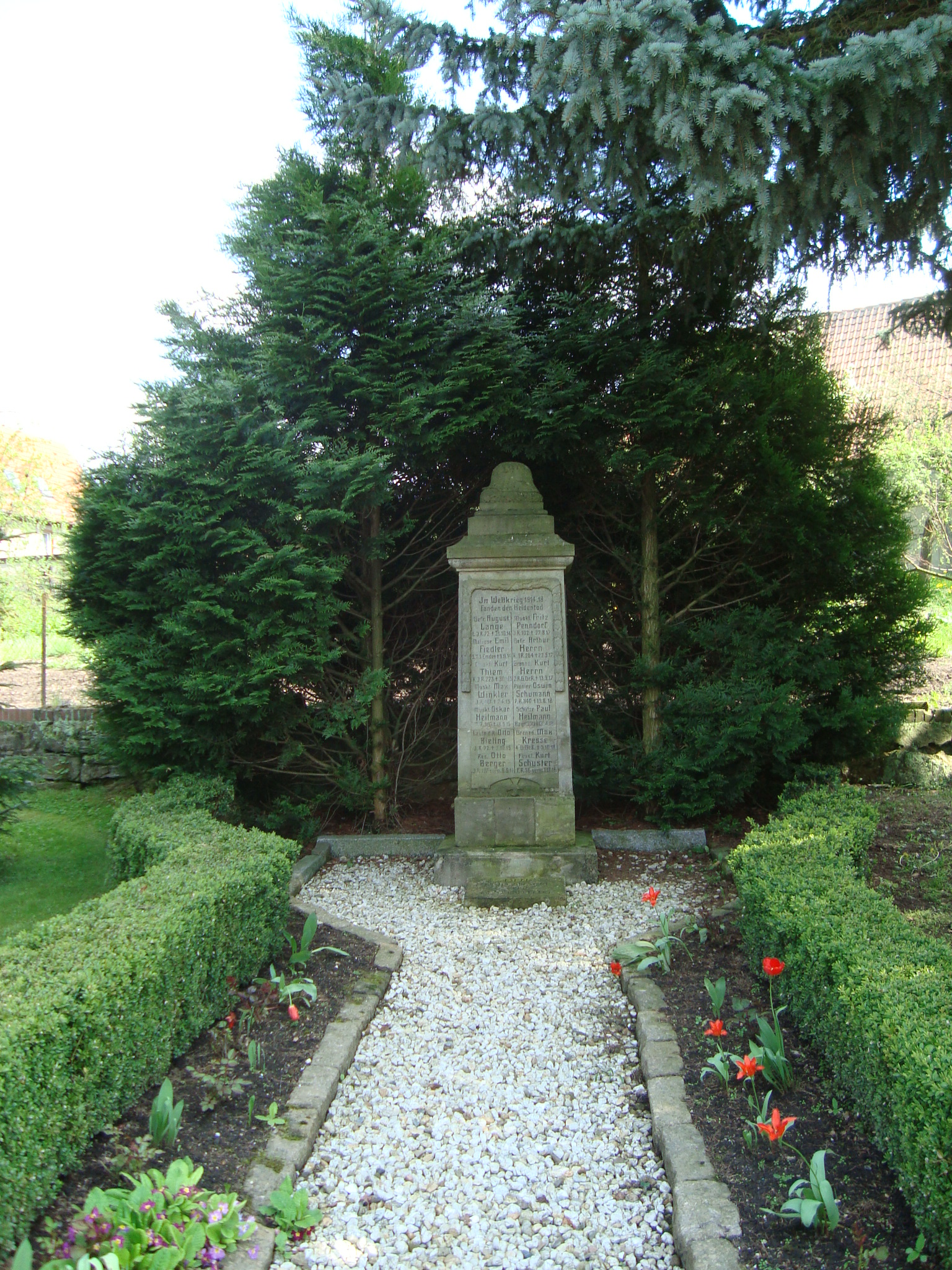
Kriegerdenkmal im Zentrum von Zettweil
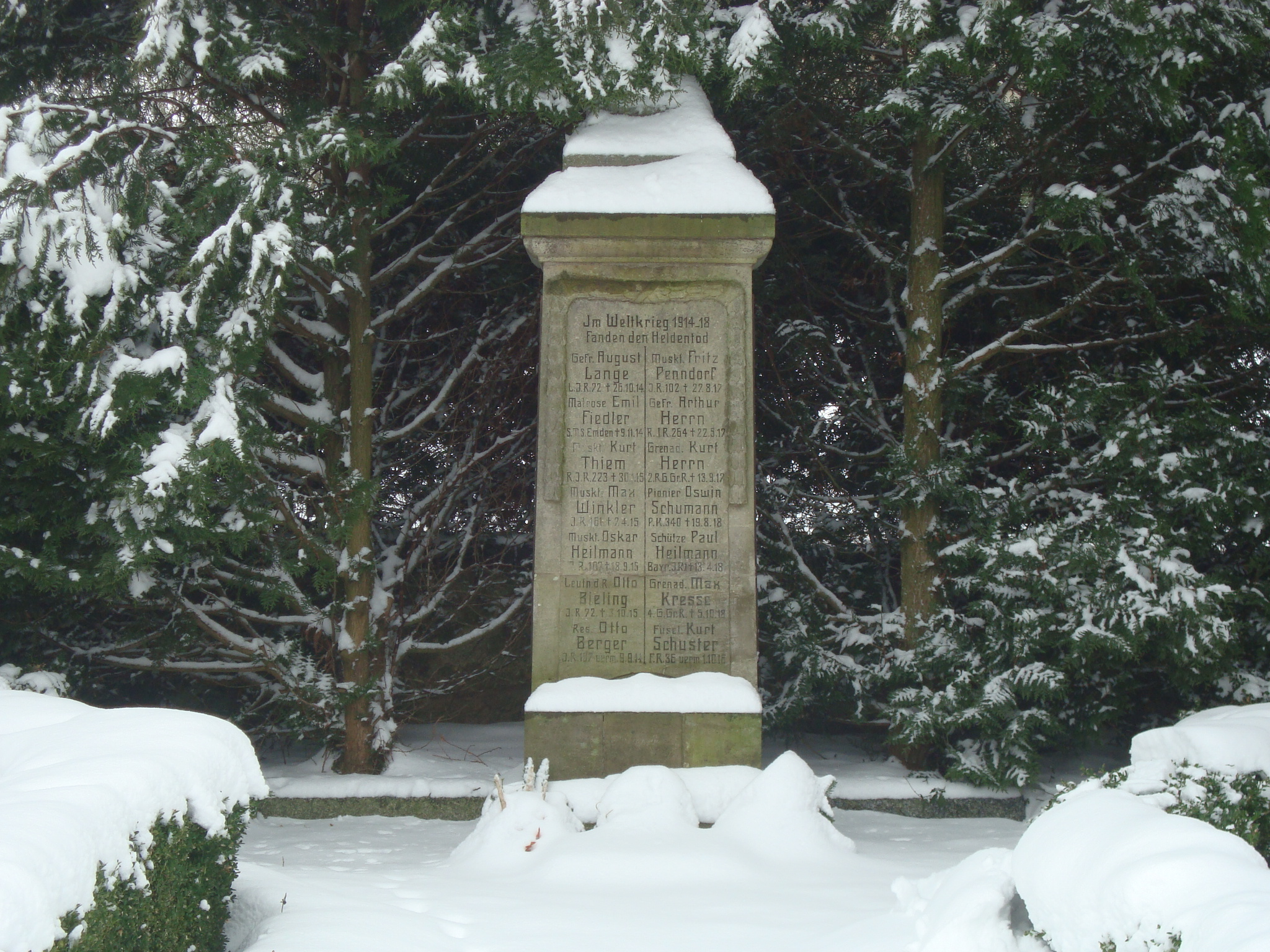
Kriegerdenkmal in Zettweil im Zentrum des Dorfes
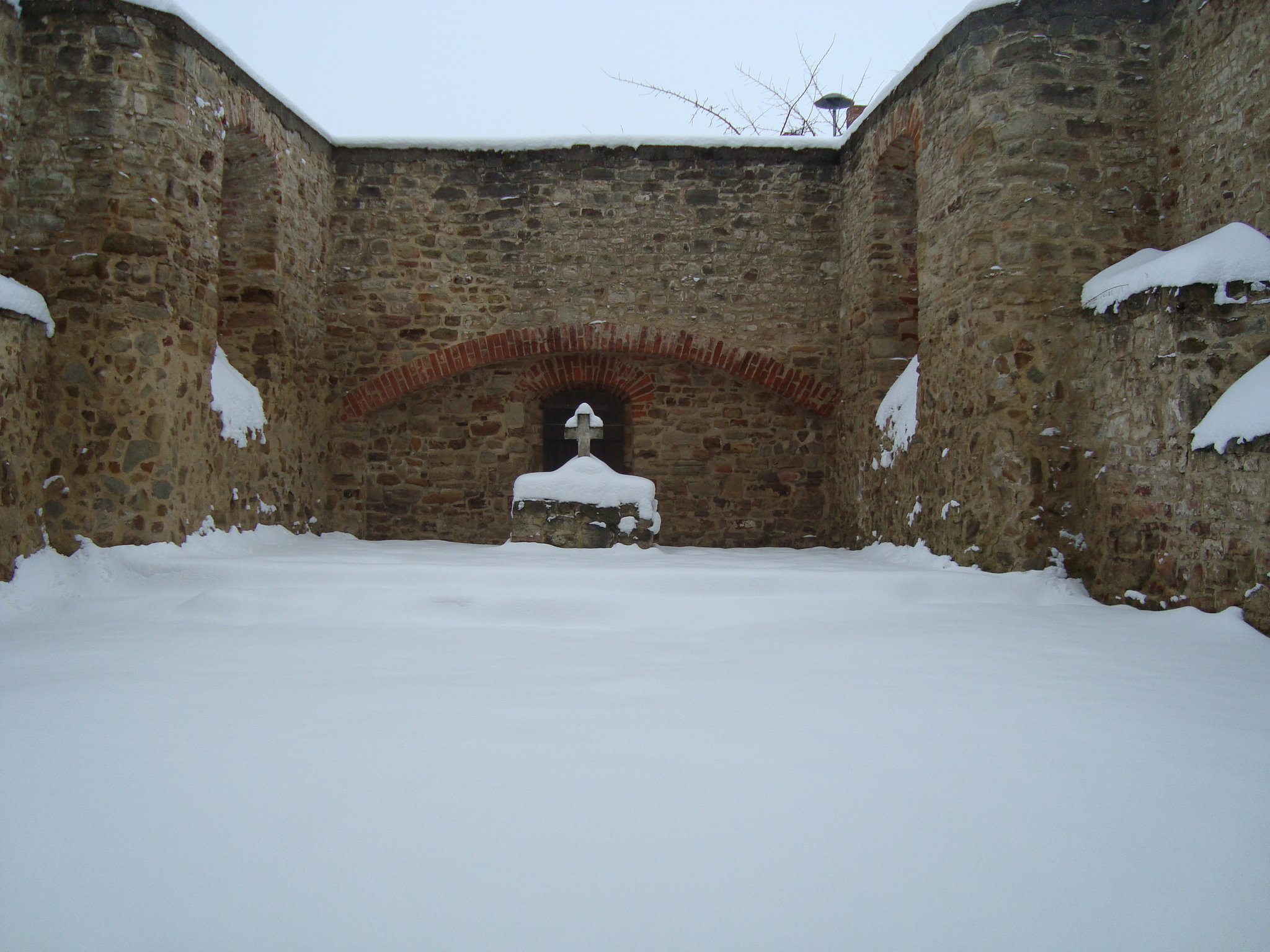
Innenraum der Kirchenruine in Zettweil
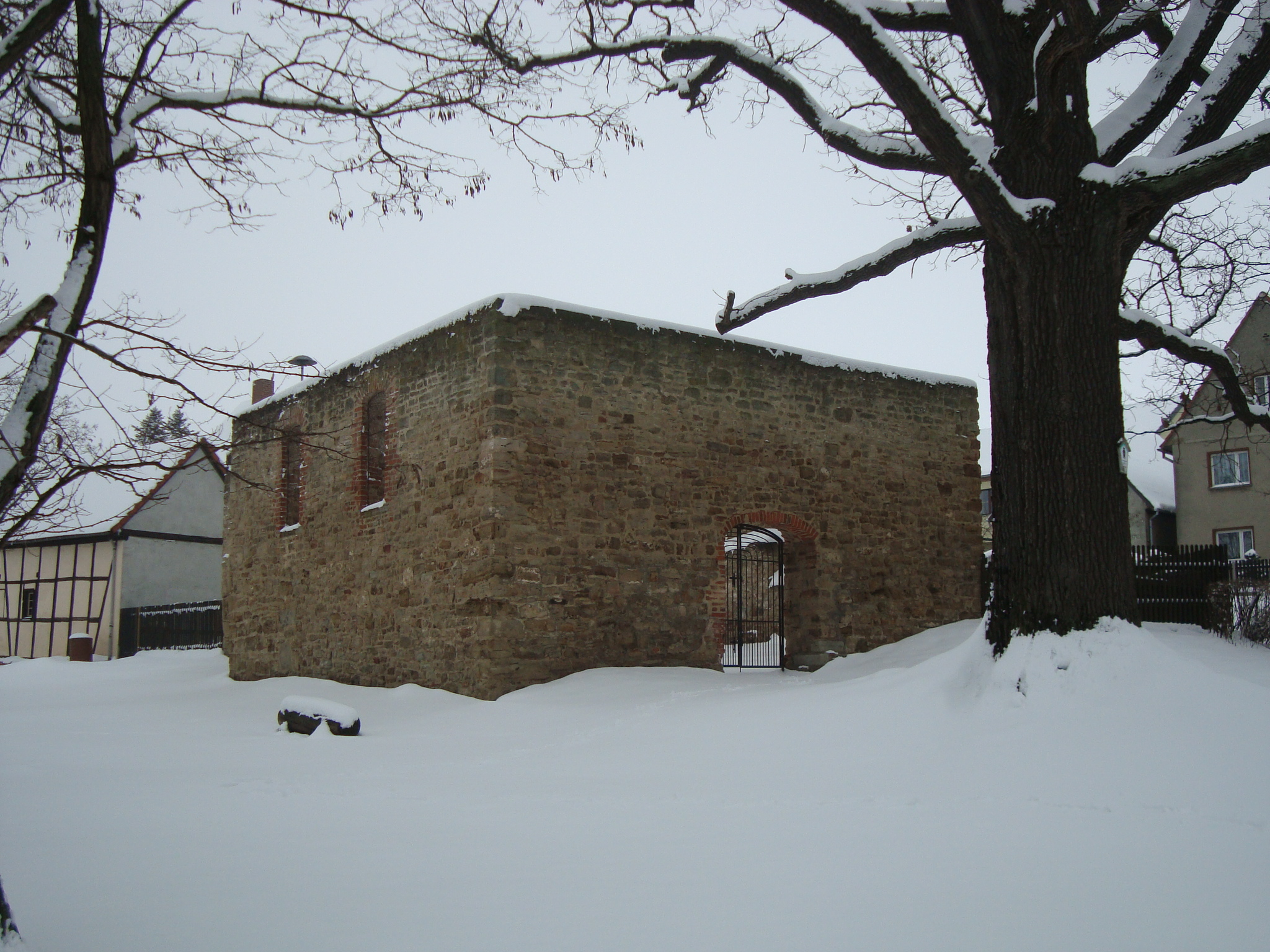
Kirchenruine in Zettweil
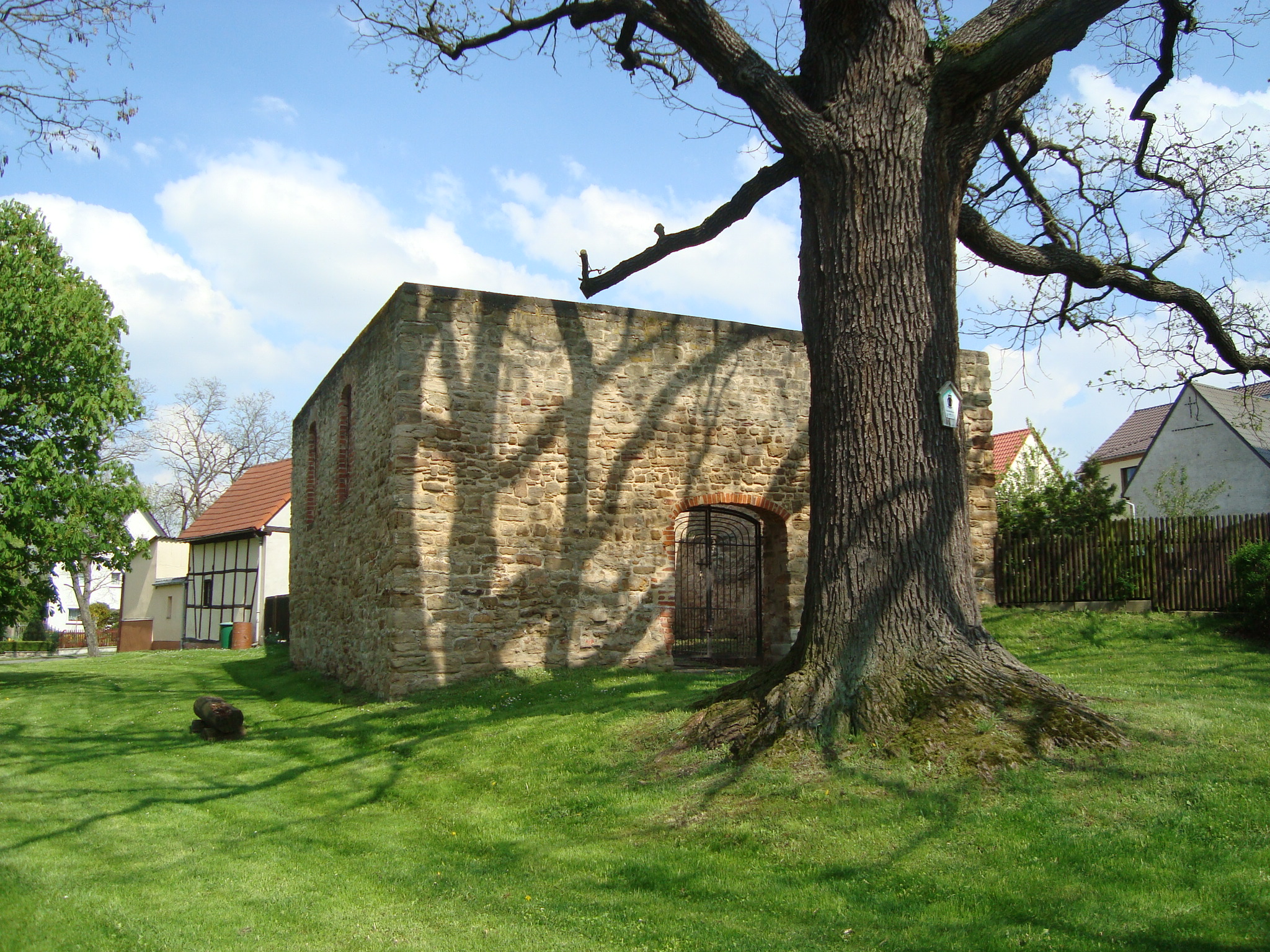
Kirchenruine von Zettweil
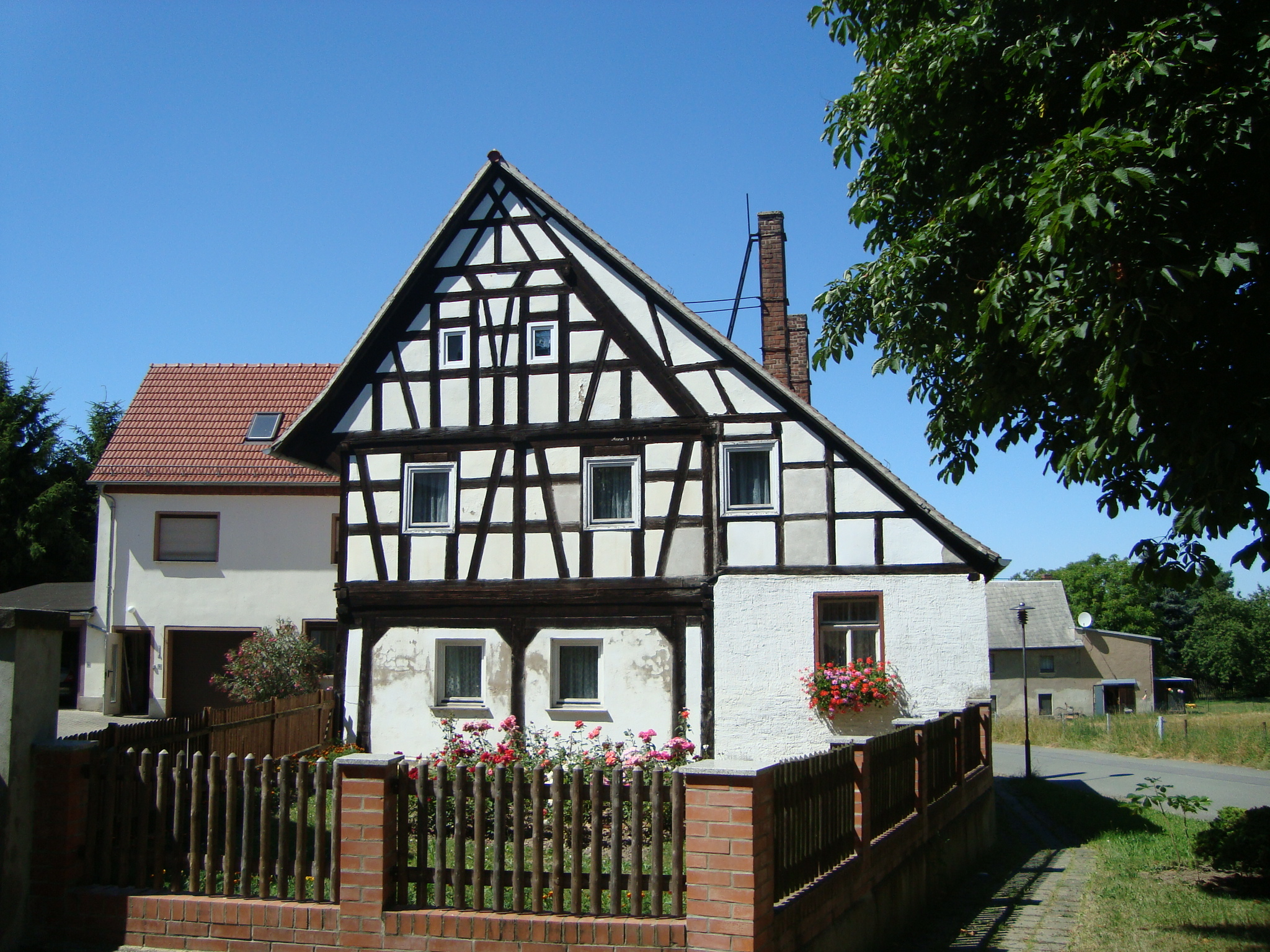
Fachwerkhaus in der Zettweiler Dorfstraße 19
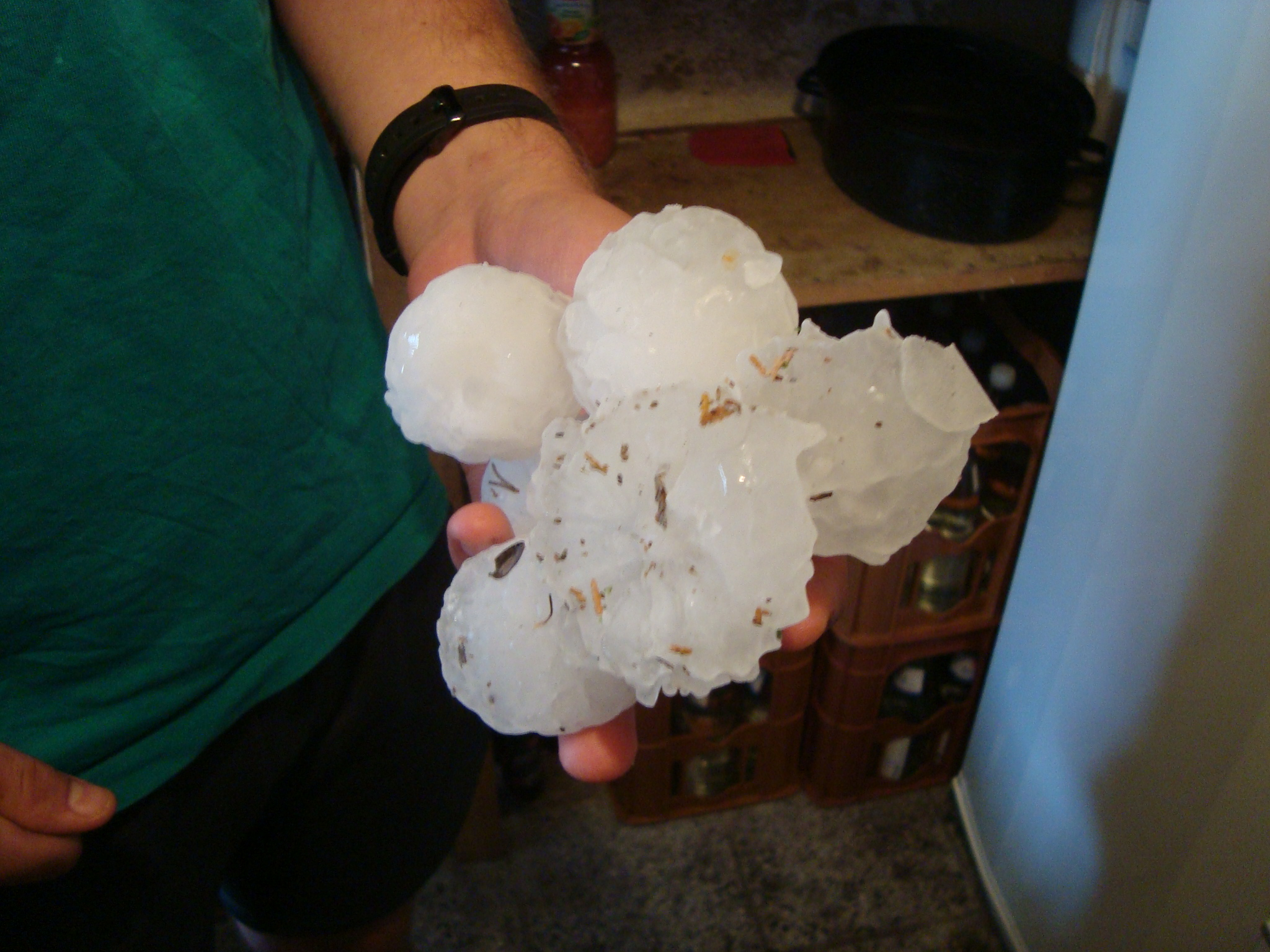
Hagelkörner vom 6. August 2013
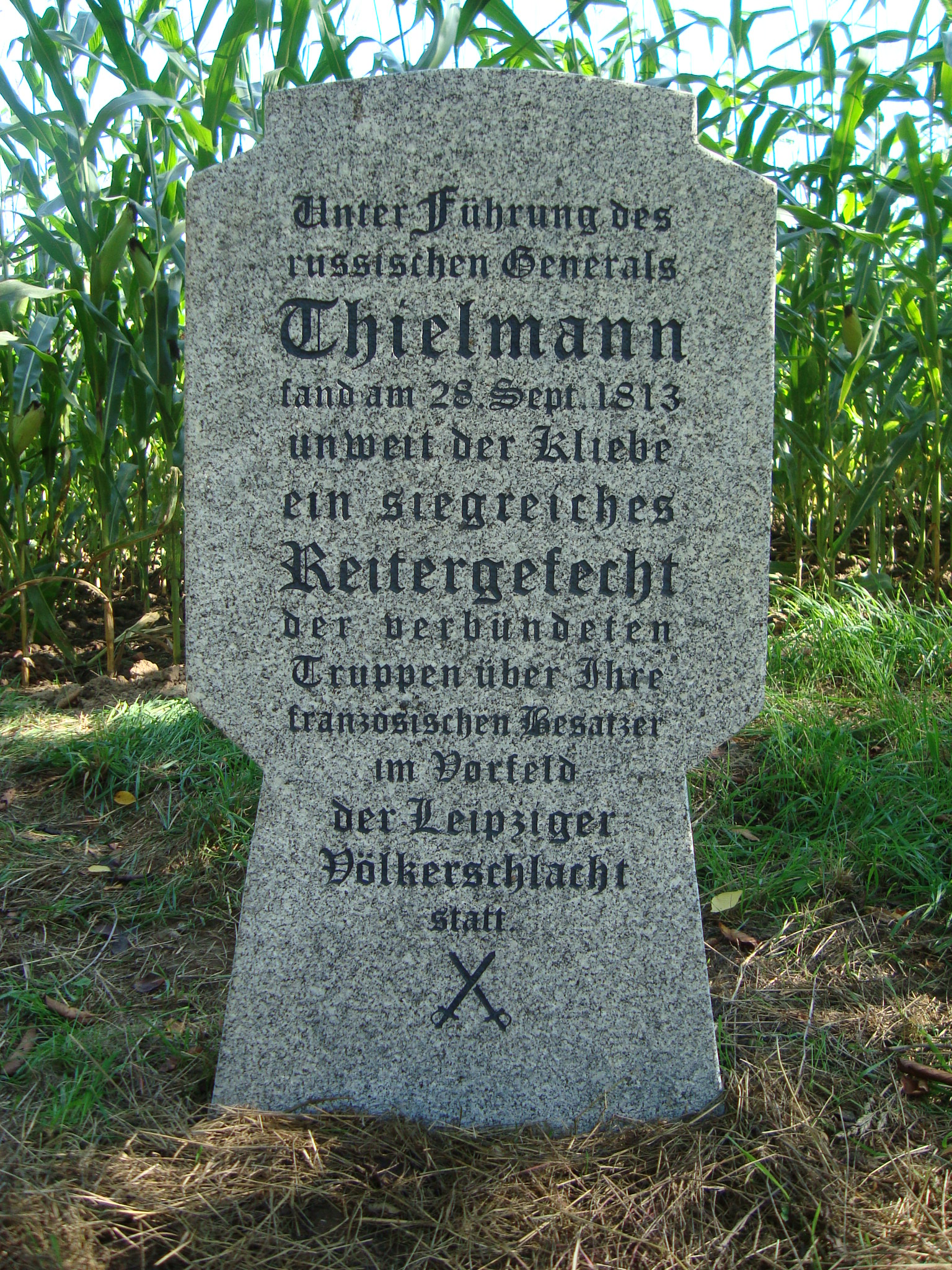
Gedenkstein zum Reitergefecht nahe der Kliebe im Vorfeld der Völkerschlacht